# Еліс Стефанік
Еліс М. Стефанік (англ. Elise M. Stefanik; нар. 2 липня 1984, Олбані, Нью-Йорк) — американський політик-республіканець, член Палати представників США від 21-го округу штату Нью-Йорк з 2014 року. Вона стала наймолодшою жінкою, коли-небудь обраною до Конгресу (30 років).

## Біографія
Еліс стверджує, що її батько етнічний чех, а мати має італійське походження. Відомі генеалогічні записи показують, що родина її батька походила з польської частини Галичини, переважно з тодішнього штетла Фриштак. Її батьки, Мелані й Кен Стефанік, мають власний фанерний бізнес біля Олбані. Вона навчалась в Академії для дівчаток Олбані. Стефанік з відзнакою закінчила Гарвардський університет у 2006 році. У Гарварді вона була ушанована Нагородою жіночого лідерства (Women's Leadership Award). Після закінчення Гарварду у 21 років, вона приєдналась до адміністрації президента Джорджа Буша, працювала у Раді з внутрішньої політики.
Вона також працювала в офісі Глави адміністрації Президента США Джошуа Болтена. Вона працювала директоркою з комунікацій у межах Зовнішньополітичної ініціативи та директоркою з політики для Тіма Поленті під час його президентської кампанії 2012 року.
Стефанік допомагала кандидату на віцепрезидента Сполучних Штатів Полу Раяну з підготовкою до дебатів у ході загальних виборів 2012 року. Після програшу Ромні-Раяна на президентських виборах 2012 року, вона повернулась до штату Нью-Йорк, щоб приєднатись до фанерного бізнесу своїх батьків.

## Політична позиція
Перед обранням та напочатку Стефанік позиціонувалася як поміркована права, однак пізніше у свої кар'єрі посунулася більше до правого краю і стала палкою прихильницею президента Дональда Трампа. Вона інтенсивно захищала його під час першої спроби імпічменту та скандалу щодо призупинення Трампом постачання зброї до України. Вона підтримувала намагання Трампа поставити під сумнів результати президентських виборів 2021 року; намагалася вплинути на зміну голосів виборників у Пенсильванії; а також захищала напад прихильників Трампа на Капітолій. В день початку роботи спеціальної комісії Палати громад щодо цього інциденту Стефанік звинуватила Ненсі Пелосі, назвавши її відповідальною за напад на Капітолій.
Еліс Стефанік була обрана головою фракції республіканців (Республіканської конференції у Палаті представників США) у травні 2021 після усунення з цієї посади Ліз Чейні.